# Cabreiros e Albergaria da Serra
Cabreiros e Albergaria da Serra (llamada oficialmente União das Freguesias de Cabreiros e Albergaria da Serra) es una freguesia portuguesa del municipio de Arouca, distrito de Aveiro.

## Historia
Fue creada el 28 de enero de 2013 en aplicación de una resolución de la Asamblea de la República de Portugal promulgada el 16 de enero de 2013 con la unión de las freguesias de Albergaria da Serra y Cabreiros, pasando su sede a estar situada en la antigua freguesia de Cabreiros.

## Demografía
| Gráfica de evolución demográfica de Cabreiros e Albergaria da Serra entre 2011 y 2021 |
|                                                                                       |
| Datos según el nomenclátor publicado por el INE portugués.                            |